# Comédia MTV ao Vivo
Comédia MTV ao Vivo foi um programa de televisão humorístico exibido pela MTV, às quintas-feiras. O programa contava no elenco com Bento Ribeiro, Dani Calabresa, Marcelo Adnet, Paulinho Serra e Tatá Werneck. O programa foi dirigido por Lilian Amarante e Gabriel Di Giacomo. Além dos atores em cena, o roteiro do programa foi assinado por Gustavo Martins, Jasmin Tenucci, Felipe Berlinck e Pedro Rieira. Teve sua última transmissão em 13 de dezembro de 2012.

## História
Buscando um formato mais agradável para o Comédia MTV, a emissora estreou o novo programa em 15 de março de 2012, com transmissão ao vivo, apresentando uma estrutura semelhante ao estadunidense Saturday Night Live, alternando esquetes apresentadas no estúdio da MTV com esquetes gravadas previamente, que são exibidas em um telão para o público presente.
O primeiro programa teve boa recepção com a sátira do programa Mulheres Ricas, com o nome de Mulheres Falidas aonde foi um dos assuntos mais comentados pelos usuários do Twitter, chegando a ter uma continuação apresentada três semanas depois. Outro sucesso das primeiras edições do programa foi a paródia do viral "Para Nossa Alegria", que em pouco tempo alcançou mais de 1 milhão de visualizações somente no site da emissora.
Em 24 de maio de 2012, foi exibido um quadro que satirizava a apresentação da canção "Roda Viva" de Chico Buarque no Festival da Música Popular Brasileira, substituindo os músicos pelos comediantes do programa e incorporando uma letra que comentava sobre elementos da TV brasileira. A canção, chamada de "Indiretas Já", teve grande repercussão, gerando discussões e elogios para o programa.
Teve seu fim anunciado pelo blog do programa apenas um dia antes de seu encerramento, sendo anunciado no dia 12 de dezembro de 2012 e sua última transmissão sido feita no dia seguinte, ao vivo, em 13 de dezembro de 2012.

## Elenco
- Bento Ribeiro
- Dani Calabresa
- Marcelo Adnet
- Paulinho Serra
- Tatá Werneck

## Controvérsias
Em 25 de outubro de 2012 o colunista Ricardo Feltin do site F5 anunciou que a emissora MTV estaria planejando encerrar as transmissões do programa. Logo após, o colunista do site iG, Fernando Oliveira concedeu mais detalhes. Segundo ele o programa estaria fora dos planos da emissora pois é considerada uma atração de alto custo.